# Steins
Steins è una città fantasma degli Stati Uniti d'America della contea di Hidalgo nello Stato del Nuovo Messico. Si trova all'interno del Passo di Stein. Originariamente era chiamata Stein's Pass dal nome del vicino passo attraverso i Monti Peloncillo. Il passo prese il nome dal maggiore dell'esercito degli Stati Uniti Enoch Steen, che si accampò nelle vicinanze nel 1856, mentre esplorava il recentemente Acquisto Gadsden.

## Storia
La città può far risalire la sua origine a una piccola fermata della Birch Stage Line, istituita nel 1857. Fondata nel 1880, la città prese il nome dal maggiore dell'esercito degli Stati Uniti Enoch Steen (il cui nome veniva talvolta scritto come "Steins"), che fu ucciso dai membri di una tribù Apache nel 1873. La città iniziò a prosperare quando depositi minerari come oro, argento e rame furono scoperti nei vicini Monti Peloncillo. Un ulteriore successo fu portato quando la Southern Pacific Railroad costruì una linea ferroviaria nel 1878 e fu aperta una cava locale. Steins non aveva una fonte naturale di acqua, quindi tutta l'acqua doveva essere trasportata in treno. Nel 1905 fu costruito un impianto di frantumazione per la produzione di zavorra per la ferrovia.
Nel 1944, verso la fine della seconda guerra mondiale, la ferrovia cessò le operazioni nella cava di Steins e notificò che non avrebbe più sovvenzionato le consegne di acqua. La ferrovia offriva agli abitanti di Steins un trasporto gratuito altrove con ciò che potevano trasportare; la maggior parte della popolazione accettò questa offerta, lasciando dietro di sé le loro case e molti dei loro beni. L'ufficio postale della città chiuse in quel momento, e alla fine Steins fu completamente abbandonata; successivamente un incendio distrusse buona parte di ciò che è rimasto indietro. Nel 1988, Larry e Linda Link acquistarono la località e iniziarono a offrire tour nella città fantasma. Nel 2011, tuttavia, Larry Link fu assassinato e i tour cessarono.
È insolito nelle città fantasma del vecchio West ad essere stato una ferrovia piuttosto che una città mineraria. Steins Pass è stato scambiato da alcune persone per il passo al Doubtful Canyon vicino al Steins Peak, una posizione a nord-ovest nella stessa catena montuosa, che era la posizione di una stazione del Butterfield Overland Mail e il sito della battaglia del Doubtful Canyon.